# Équipe de Macao féminine de basket-ball
L'équipe de Macao de basket-ball féminin est une sélection composée des meilleures joueuses macanaises de basket-ball.
Macao fait quatre apparitions en phase finale du Championnat d'Asie ; sa meilleure performance est une quatrième place atteinte en 1982.
L'équipe ne s'est jamais qualifiée pour les Jeux olympiques ou pour une phase finale de Championnat du monde.